# 上海华俄道胜银行大楼

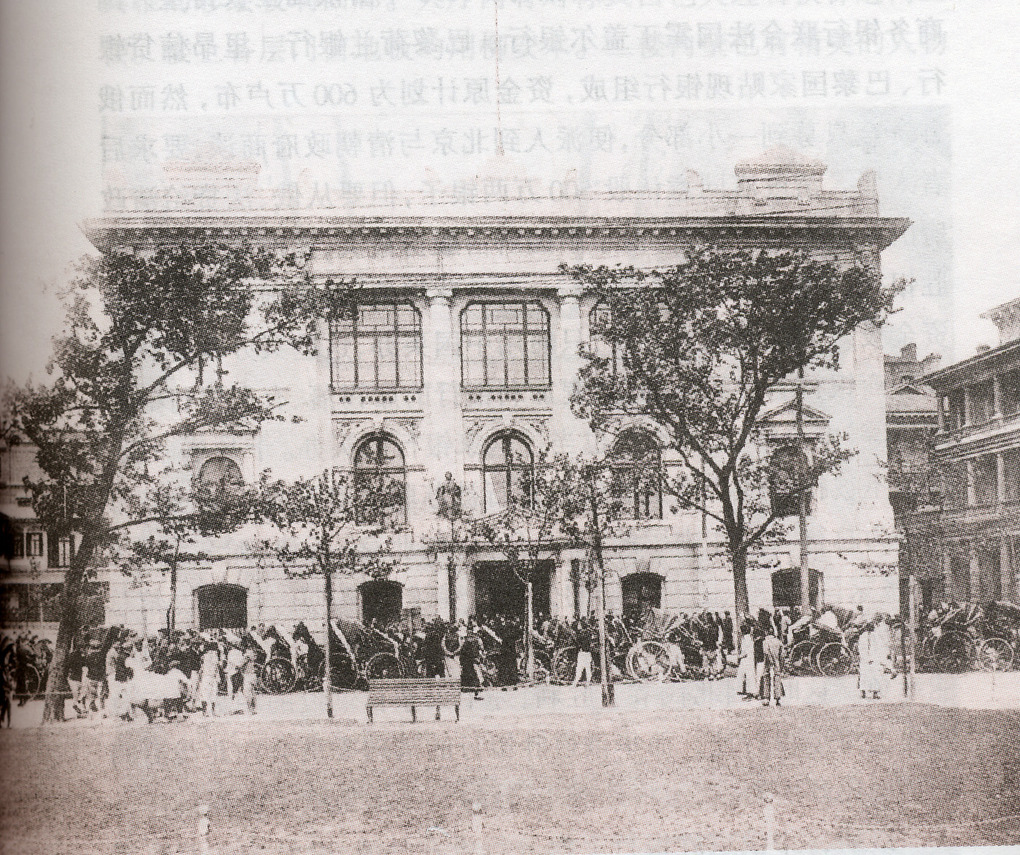
华俄道胜银行大楼旧景

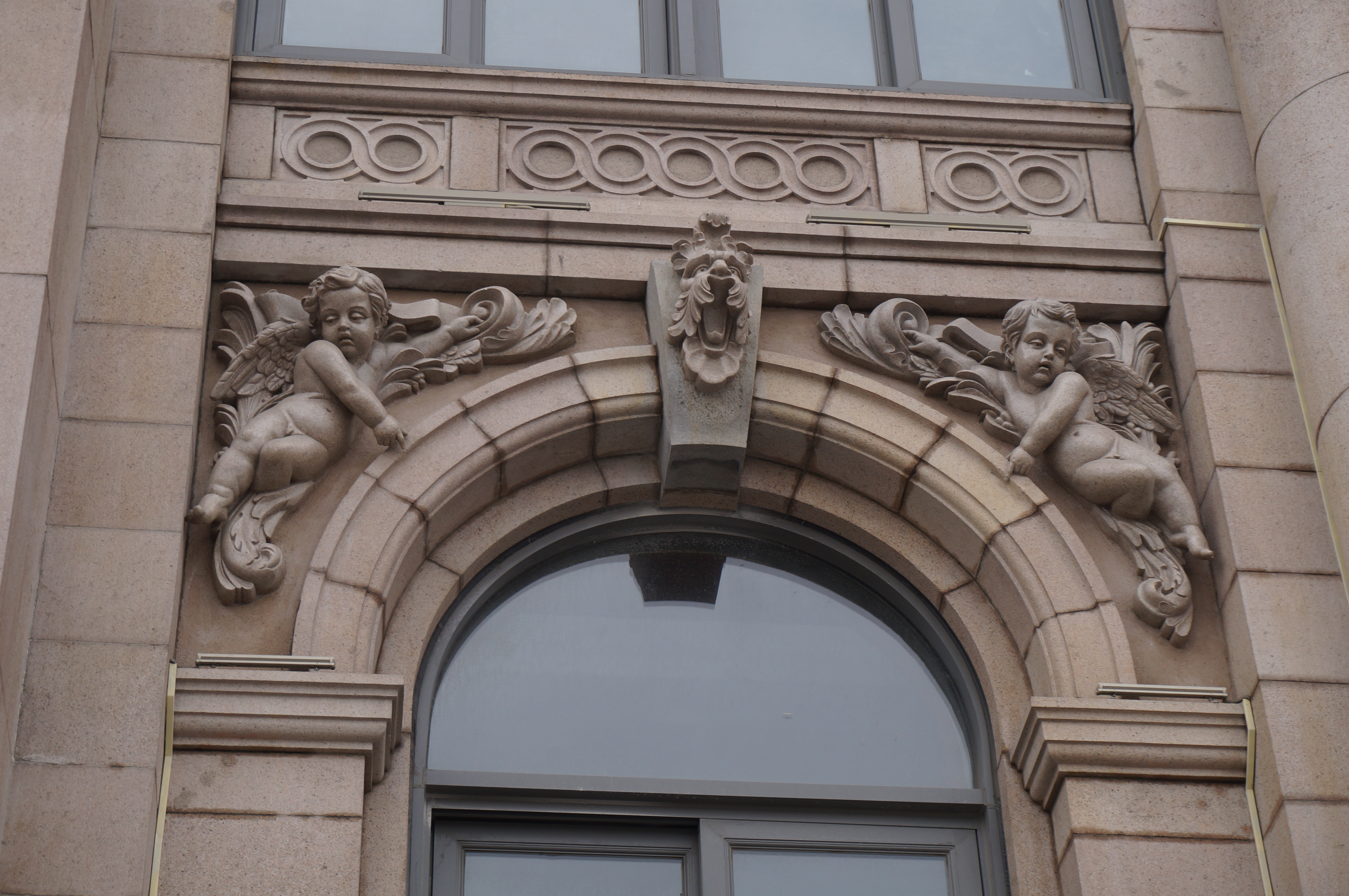
华俄道胜银行大楼上的一处浮雕装饰

上海华俄道胜银行大楼简称华胜大楼，后曾称中央银行大楼，位于上海外滩15号，处于中山东一路、 九江路口。其由倍高洋行设计，项茂记营造厂承建，建于1903年，建成后作为华俄道胜银行上海分行使用，后中华民国中央银行总行也曾在此处办公。大楼高3层，为法国古典主义建筑，是外滩现存建筑中时代较早的大楼。1994年，大楼入选第二批上海市优秀历史建筑。现在大楼由上海黄金交易所、中国外汇交易中心和全国银行间同业拆借中心共同使用。

## 历史
华俄道胜银行成立于1895年，总部设立于圣彼得堡。银行的上海分行在1896年最初开设于上海法兰西银行（巴黎贴现银行上海分行）的原址。1903年，使用外滩15号的宝顺洋行倒闭，房地产被华俄道胜银行购的。同年，银行拆除旧楼，兴建了这幢大楼。1917年，十月革命爆发后，银行收归国有。1922年，银行总部迁往巴黎。1926年，因银行总行参与金融投机，被迫关闭。上海分行也继而被被清理。1928年11月1日，中央银行总行在上海成立并选中了这里作为办公地点。1930年代，银行启动大楼翻建工程，由怀德建筑师监工。
1949年，中央银行被上海市军事管制委员会接管。之后大楼相继由各民主党派、市轻工业二局、市航天局、航天部第八所等单位使用。现在，大楼由上海黄金交易所、中国外汇交易中心和全国银行间同业拆借中心共同使用。

## 建筑特色
华俄道胜银行大楼高3层，占地1,460平方米，建筑面积5,643平方米。大楼为砖石钢筋混凝土结构，层与层之间采用工字钢密肋。一层在大门两侧各开有2个券窗；二层的则是长拱形的玻璃窗；三层中部的3只玻璃窗最大，呈圆角方型。二到三层间中部矗立两根爱奥尼式圆柱，两旁四根为方柱。三层檐下及柱顶有希腊神话和罗马神话人物头像浮雕。二楼窗户的窗沿上也有浮雕装饰。这类柱式以及装饰的采用都是新古典主义文艺复兴风格的体现。楼南北角各有一个蘑菇型的装饰堡。大楼有一个首创，那就是采用瓷砖来堆砌大楼外墙面，共同被使用的材料还有花岗石。原大楼大门两旁的塔什干式柱的柱头上有两个女神雕像，后在文化大革命中与大楼立面上的装饰一同被损毁。
大楼平面呈“W”形，进入雕花铁大门后便是一个有三层高的中央大厅，向上望去可以看到一个彩色玻璃顶棚。大厅内还有一俄罗斯风格的大理石楼梯，地坪则铺以花瓷砖，地板为硬木拼花。柳安木所制的门窗上装有铝条彩色玻璃。